# Mistrzostwa Świata w Piłce Nożnej Plażowej 1997
Mistrzostwa świata w piłce nożnej plażowej 1997 – trzecie rozgrywki o tytuł mistrza świata. Turniej został rozegrany na Copacabanie w styczniu 1997.

## Zespoły zakwalifikowane
| Drużyna           | Strefa kwalifikacyjna | Liczba występów do tej pory | Najlepszy wynik           | Ostatni występ |
| ----------------- | --------------------- | --------------------------- | ------------------------- | -------------- |
| Japonia           | Azja                  | debiutant                   | debiutant                 | debiutant      |
| Stany Zjednoczone | Ameryka Północna      | 2                           | II miejsce (1995)         | 1996           |
| Brazylia          | Ameryka Południowa    | 2                           | Mistrzostwo (1995, 1996)  | 1996           |
| Urugwaj           | Ameryka Południowa    | 2                           | II miejsce (1996)         | 1996           |
| Argentyna         | Ameryka Południowa    | 2                           | Faza Grupowa (1995, 1996) | 1996           |
| Francja           | Europa                | debiutant                   | debiutant                 | debiutant      |
| Portugalia        | Europa                | debiutant                   | debiutant                 | debiutant      |
| Włochy            | Europa                | 2                           | III miejsce (1996)        | 1996           |

## Faza grupowa

### Grupa A
Tabela:
| lp | Reprezentacja | M | Z | R | P | Bramki  | Pkt |
| -- | ------------- | - | - | - | - | ------- | --- |
| 1. | Urugwaj       | 3 | 2 | 0 | 1 | 12 - 11 | 6   |
| 2. | Argentyna     | 3 | 2 | 0 | 1 | 10 - 8  | 6   |
| 3. | Włochy        | 3 | 1 | 0 | 2 | 8 - 8   | 3   |
| 4. | Francja       | 3 | 1 | 0 | 2 | 7 - 10  | 3   |

Wyniki:
| Urugwaj   | 5 - 4 | Argentyna |
| Włochy    | 4 - 1 | Francja   |
| Francja   | 5 - 3 | Urugwaj   |
| Argentyna | 3 - 2 | Włochy    |
| Argentyna | 3 - 1 | Francja   |
| Urugwaj   | 4 - 2 | Włochy    |

### Grupa B
Tabela:
| lp | Reprezentacja     | M | Z | R | P | Bramki  | Pkt |
| -- | ----------------- | - | - | - | - | ------- | --- |
| 1. | Brazylia          | 3 | 3 | 0 | 0 | 27 - 8  | 9   |
| 2. | Stany Zjednoczone | 3 | 2 | 0 | 1 | 12 - 11 | 6   |
| 3. | Portugalia        | 3 | 1 | 0 | 2 | 14 - 18 | 3   |
| 4. | Japonia           | 3 | 0 | 0 | 3 | 5 - 21  | 0   |

Wyniki:
| Brazylia          | 12 - 3 | Japonia           |
| Stany Zjednoczone | 7 - 5  | Portugalia        |
| Brazylia          | 10 - 2 | Portugalia        |
| Stany Zjednoczone | 2 - 1  | Japonia           |
| Brazylia          | 5 - 3  | Stany Zjednoczone |
| Portugalia        | 7 - 1  | Japonia           |

## Faza Pucharowa

### Półfinały
| Urugwaj  | 6 - 5  | Stany Zjednoczone |
| Brazylia | 14 - 3 | Argentyna         |

### Mecz o 3 miejsce
| Stany Zjednoczone | 5 - 1 | Argentyna |

### Finał
| Brazylia | 5 - 2 | Urugwaj |

## Nagrody
- MVP: Junior ( Brazylia)
- Król strzelców: Junior ( Brazylia) & Venancio Ramos ( Urugwaj) - 11 bramek
- Najlepszy bramkarz: Paulo Sergio ( Brazylia)